# Aeroportul La Grande-3
Aeroportul La Grande-3 (IATA: YAR, ICAO: CYAD) este un aeroport din Provincia Québec, Canada ce deservește zona La Grande-3 generating station⁠(d). Aeroportul a fost tranzitat în 2018 de 0 pasageri.
Situat la o altitudine de 236 m, aeroportul dispune de o singură pistă. Este operat de Hydro-Quebec⁠(d).